# Księte
Księte – wieś (dawniej miasto) w Polsce położona w województwie kujawsko-pomorskim, w powiecie brodnickim, w gminie Świedziebnia.
Księte uzyskało lokację miejską przed 1356 rokiem, zdegradowane przed 1400 rokiem.

## Podział administracyjny
| SIMC    | Nazwa      | Rodzaj    |
| ------- | ---------- | --------- |
| 0849497 | Glinki     | część wsi |
| 0849505 | Oborczyska | część wsi |
| 0849511 | Plebanka   | część wsi |

W latach 1975–1998 miejscowość administracyjnie należała do województwa toruńskiego.

## Demografia
Według Narodowego Spisu Powszechnego (III 2011 r.) liczyło 313 mieszkańców. Jest czwartą co do wielkości miejscowością gminy Świedziebnia.

## Historia

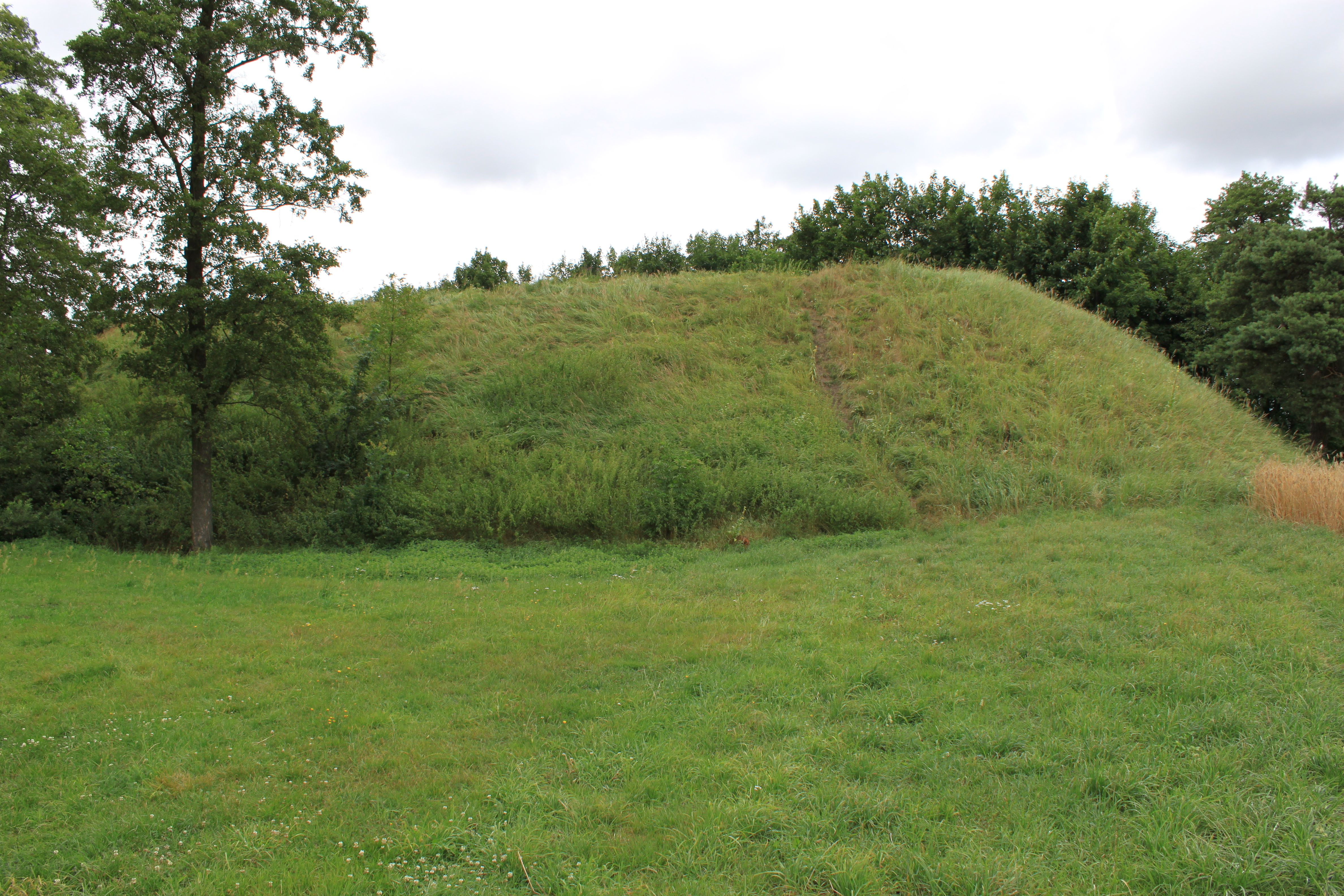
Grodzisko nad jeziorem Księte

### Średniowiecze
We wczesnym średniowieczu na tym terenie istniał gród. Do czasów współczesnych zachowało się grodzisko, położone nad jeziorem Księte. Pierwsze wzmianki o istnieniu wsi pochodzą z roku 1356.

### XIX wiek
W 1831 roku odbyło się tu ostatnie znane starcie powstania listopadowego.

## Zabytki

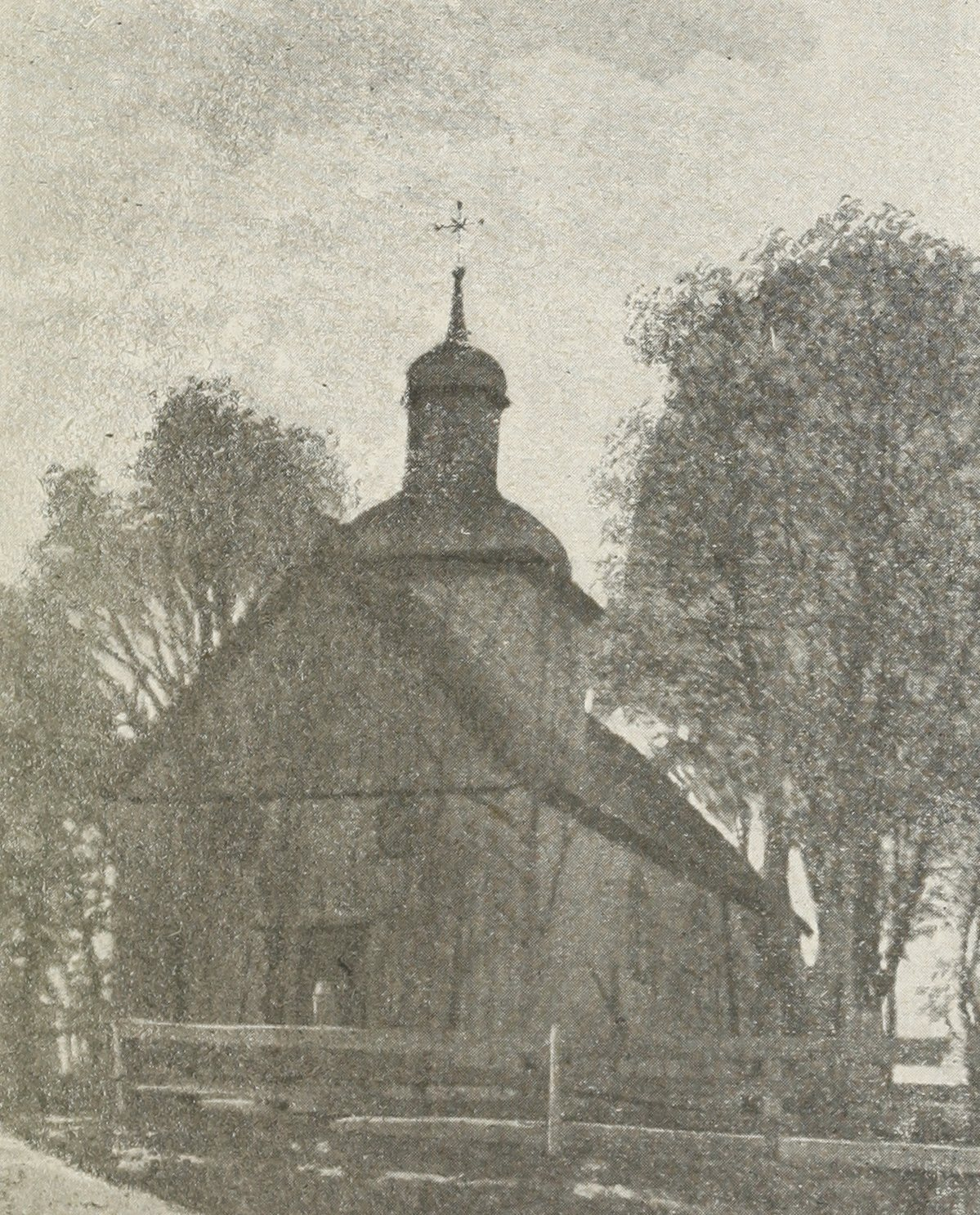
Widok kościoła przed 1909

Według rejestru zabytków NID na listę zabytków wpisany jest drewniany kościół filialny pw. Najświętszej Marii Panny z XVIII/XIX w., nr rej.: A/349 z 31.08.1927.
Kościół św. Michała Archanioła (pierwotnie Najświętszej Maryi Panny) wzmiankowany był w roku 1520 jako fundacja właściciela wsi Mikołaja Romockiego.